# Doris Seguí
Doris Seguí (Caracas, Venezuela, 23 de noviembre de 1963) es una escritora y guionista venezolana, conocida por tener una trayectoria de más de 20 años en la industria de las telenovelas. Es autora de las telenovelas Arroz con Leche y Tomasa Tequiero, y coautora, junto a Ángel del Cerro de Nunca te Diré Adiós y Amores Mágicos (en producción). En 2017, Televisa (México) produjo “Enamorándome de Ramón”, una exitosa versión de su telenovela, Tomasa Tequiero.

## Carrera
Estudió Comunicación Social en la Universidad Católica Andrés Bello. Inició su vida laboral en El Diario de Caracas, donde ejerció el periodismo durante una década. Se inició en el mundo de las telenovelas trabajando como guionista con Leonardo Padrón en Amores de Fin de Siglo y desde entonces, ha trabajado de manera ininterrumpida como guionista y/o autora en más de 17 producciones de televisión.

## Trabajo como Autora
- Tomasa Tequiero (2009 - 2010). Telenovela venezolana realizada y transmitida por la cadena Venevisión y distribuida internacionalmente por Venevisión International.[1] Ha sido reproducida República Dominicana, El Salvador, Estados Unidos, España, Honduras, Panamá y Colombia.[5] En 2017, Televisa produjo "Enamorándome de Ramón" como adaptación a esta telenovela,[4] que encabezó los ratings.[6]

- Arroz con Leche (2007). Telenovela venezolana realizada y transmitida por la cadena Venevisión y distribuida por Venevisión International.[1]

## Trabajo como Guionista
Ha trabajado como guionista en las siguientes Telenovelas:
- Accidente (2024), Netflix.
- Pálpito (2022), Netflix.
- La mujer del diablo (2022), TelevisaUnivision.
- Para Verte Mejor (2016), Venevisión.
- Válgame Dios (2012), Venevisión.
- Voltea pa’que te Enamores (2006), Venevisión.
- Ciudad Bendita (2006), Venevisión.
- Cosita Rica (2003), Venevisión.
- Mambo y Canela (2002), Venevisión.
- Las González (2002), Venevisión.
- Guerra de Mujeres (2001), Venevisión.
- Amantes de Luna Llena (2000), Venevsión.
- Ligia Elena (adaptación, 2000), Productora Opayoma.
- Girasoles para Lucía (1999), Venevisión-Iguana Producciones.
- Calypso (1999), Venevisión-Productora Opayoma.
- Aguamarina (1997), Venevisión-Fonovideo Productions.
- El País de las Mujeres (1998), Venevisión.
- El Perdón de los Pecados (1996), Venevisión.
- Entrega Total (1996), RCTV.
- Amores de Fin de Siglo (1995), RCTV.